# Аппаратно-студийный комплекс
Аппаратно-студийный комплекс (АСК) - сооружение или комплекс сооружений, в котором осуществляется подготовка программ телевизионного вещания и (или) радиовещания, одна из частей (наряду с комплексом передвижных технических средств) телецентра, радиодома или совместно телецентра и радиодома. Состоит из аппаратно-студийных блоков (телевизионных студий с соответствующими техническими аппаратными), аппаратно-программных блоков (малые студии с монтажными аппаратными), аппаратно-студийных блоков телекино, аппаратных телекино (оборудование для передачи по телевидению кинофильмов), аппаратных видеозаписи (оборудование для записи и воспроизведения сигналов телевизионных программ), центральной аппаратной (аппаратура для включения в текущую передачу программ, поступающих от других телецентров по междугородным линиям связи, и для передачи своих программ на другие телецентры).
В России федеральный телецентр (Телевизионный технический центр имени 50-летия Октября) располагает двумя аппаратно-студийными комплексами на Улице Академика Королёва, 12 и Улице Академика Королёва, 19 соответственно АСК-1 и АСК-3 (АСК-2 на ул. Шаболовка, 37 в 1992 году стал телевизионным комплексом ВГТРК), региональные филиалы ВГТРК располагают по одному, некоторые - двумя АСК.